# Административное деление Владикавказа

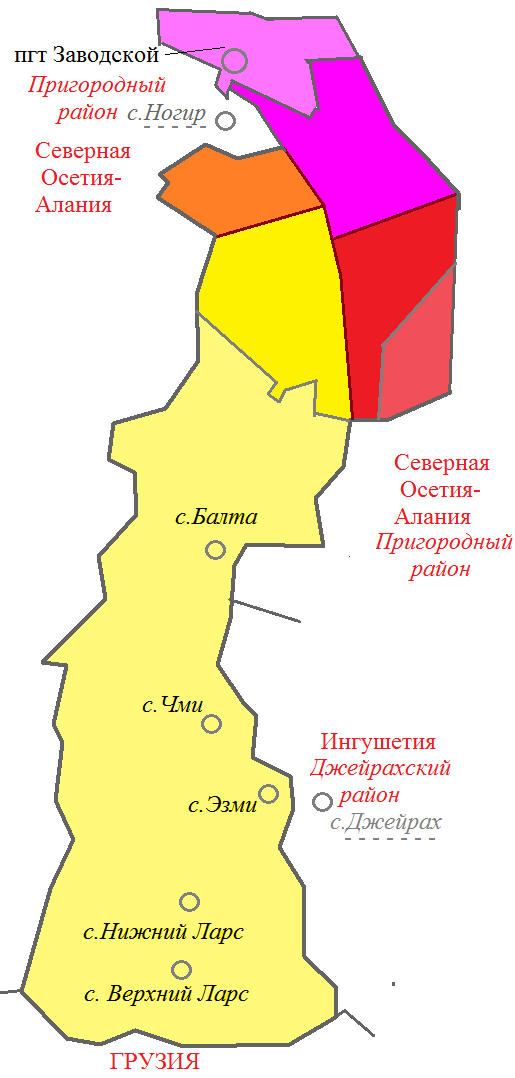
Внутригородские районы Владикавказа (с подчинёнными им населёнными пунктами):
Иристонский
Северо-Западный
Промышленный
Затеречный

Город Владикавказ, столица Северной Осетии — Алании, делится на 4 внутригородских района.
В рамках административно-территориального устройства РСОА, он является городом республиканского подчинения.
В рамках местного самоуправления, город составляет муниципальное образование город Владикавказ (Дзауджикау) со статусом городского округа.
Районы города не являются муниципальными образованиями.

## Внутригородские районы
|    | Внутригородской район   | Площадь, км² | Население, чел. | Код ОКАТО  |
| -- | ----------------------- | ------------ | --------------- | ---------- |
| 1. | Затеречный              |              | ↗68 409         | 90 401 362 |
| 2. | Иристонский             |              | ↗70 339         | 90 401 364 |
| 3. | Промышленный            |              | ↗45 623         | 90 401 370 |
| 4. | Северо-Западный         |              | ↗108 916        | 90 401 374 |
|    | всего город Владикавказ |              | ↗293 287        | 90 401 000 |

Промышленному району подчинён посёлок городского типа Заводской, Затеречному району подчинены 5 сёл: Балта, Верхний Ларс, Нижний Ларс, Чми, Эзми.

## История
Указом Президиума Верховного Совета РСФСР от 10 июля 1962 года в г. Орджоникидзе (ныне Владикавказ) были образованы 2 административных района: Ленинский и Промышленный (с границей по ул. С.Кирова). Постановлением Секретариата ЦК КПСС № СТ-48/8с от 17 марта 1977 года в городе был выделен третий, Советский район. В 1990-е годы Ленинский район был переименован в Иристонский, а Советский район был разделён на Затеречный и Северо-Западный районы, но районные суды по-прежнему носят названия Ленинский и Советский. В начале 2000-х годов районы временно именовались как муниципальные округа в г. Владикавказе.
С 2005 года Промышленному району подчинён посёлок городского типа Заводской,
Иристонскому району посёлок городского типа Южный,
Затеречному району подчинены 5 населённых пунктов: Редант 1, Редант 2, Восход, Хутор Попов, Балта, Верхний Ларс, Нижний Ларс, Чми, Эзми.

## Префектуры
В сфере осуществления ряда функций по решению вопросов местного значения в городе были образованы 2 префектуры (администрации) — Левобережная и Правобережная. Левобережная администрация (префектура) г.Владикавказа охватывает территории внутригородских Северо-Западного и Затеречного районов г.Владикавказа (левобережье реки Терек, западные районы). Правобережная администрация (префектура) г.Владикавказа охватывает территории внутригородских Промышленного и Иристонского районов г.Владикавказа (правобережье реки Терек, восточные районы).

## Населённые пункты
Районам города подчинены 1 посёлок городского типа (пгт, Промышленному району)  и 5 сельских населённых пунктов (сёл, Затеречному району):
| №     | Населённый пункт | Тип населённого пункта | Население | Внутригородской район |
| ----- | ---------------- | ---------------------- | --------- | --------------------- |
| 1e-06 | Владикавказ      | город                  | ↗293 287  | все                   |
| 1     | Балта            | село                   | ↘641      | Затеречный район      |
| 2     | Верхний Ларс     | село                   | ↗10       | Затеречный район      |
| 3     | Заводской        | пгт                    | ↗15 316   | Промышленный район    |
| 4     | Нижний Ларс      | село                   | ↘103      | Затеречный район      |
| 5     | Чми              | село                   | ↗491      | Затеречный район      |
| 6     | Эзми             | село                   | ↘172      | Затеречный район      |

Эти населённые пункты составляют муниципальное образование город Владикавказ (Дзауджикау) со статусом городского округа.